# アラビトール
アラビトール(Arabitol)またはアラビニトール(arabinitol)は、糖アルコールである。アラビノースまたはリキソースの還元によって生成する。いくつかの有機酸試験では、D-アラビトールの存在の有無を確かめる。この物質は、Candida albicans等の腸内細菌やその他の酵母、菌類等の異常繁殖を示す。